# 源清田村
源清田村（げんせいだむら）とは、茨城県稲敷郡にかつて存在した村である。江戸時代から存在し、1889年4月1日に町村制施行に伴い、源清田村・手栗村・古河林村・羽子騎村・平二郎歩・布鎌町歩・猿島新田・宮淵鍋子新田の8村が合併し河内郡源清田村が発足した。1942年に長竿村と合併して一端消滅したが、7年後に分裂して再び源清田村が復活。1955年に河内村となって再び消滅した。

## 地理
- 現在の河内町の西部に位置している。
- 村の北部には新利根川、南部には利根川が流れている。
- 村のほとんどは平地である。

## 歴史

### 沿革
- 1889年（明治22年）4月1日 - 町村制施行に伴い、源清田村・手栗村・古河林村・羽子騎村・平二郎歩・布鎌町歩・猿島新田・宮淵鍋子新田が合併し河内郡源清田村が発足。
- 1896年（明治29年）4月1日 - 河内郡が信太郡と合併し稲敷郡が発足。稲敷郡源清田村になる。
- 1942年（昭和17年）8月1日 - 長竿村と合併し、瑞穂村となる。
- 1949年（昭和24年）8月1日 - 瑞穂村の一部（源清田村・手栗村・羽子騎村・猿島新田・宮淵鍋子新田・古河林村・平三郎町歩・布鎌町歩）が分立し源清田村が発足。
- 1955年（昭和30年）5月3日 - 源清田村は長竿村・生板村とともに合併して河内村が発足。源清田村は消滅。

変遷表
| 1868年 以前 | 1868年 以前  | 明治22年 4月1日 | 明治29年 4月1日 | 明治29年 4月1日 | 昭和17年 8月1日 | 昭和24年 8月1日 | 昭和30年 5月3日 | 平成8年 6月1日 | 現在   |
| ----------- | ------------ | --------------- | --------------- | --------------- | --------------- | --------------- | --------------- | -------------- | ------ |
|             | 源清田村     | 河内郡 源清田村 | 稲敷郡 発足     | 源清田村        | 瑞穂村 の一部   | 源清田村 が分立 | 河内村          | 町制           | 河内町 |
|             | 手栗村       | 河内郡 源清田村 | 稲敷郡 発足     | 源清田村        | 瑞穂村 の一部   | 源清田村 が分立 | 河内村          | 町制           | 河内町 |
|             | 羽子騎村     | 河内郡 源清田村 | 稲敷郡 発足     | 源清田村        | 瑞穂村 の一部   | 源清田村 が分立 | 河内村          | 町制           | 河内町 |
|             | 猿島新田     | 河内郡 源清田村 | 稲敷郡 発足     | 源清田村        | 瑞穂村 の一部   | 源清田村 が分立 | 河内村          | 町制           | 河内町 |
|             | 宮淵鍋子新田 | 河内郡 源清田村 | 稲敷郡 発足     | 源清田村        | 瑞穂村 の一部   | 源清田村 が分立 | 河内村          | 町制           | 河内町 |
|             | 古河林村     | 河内郡 源清田村 | 稲敷郡 発足     | 源清田村        | 瑞穂村 の一部   | 源清田村 が分立 | 河内村          | 町制           | 河内町 |
|             | 平三郎町歩   | 河内郡 源清田村 | 稲敷郡 発足     | 源清田村        | 瑞穂村 の一部   | 源清田村 が分立 | 河内村          | 町制           | 河内町 |
|             | 布鎌町歩     | 河内郡 源清田村 | 稲敷郡 発足     | 源清田村        | 瑞穂村 の一部   | 源清田村 が分立 | 河内村          | 町制           | 河内町 |

## 人口・世帯

### 人口
総数 [単位： 人]
| 1891年（明治24年） | 2,242 |
| 1920年（大正 9年） | 2,151 |
| 1935年（昭和10年） | 2,270 |
| 1950年（昭和25年） | 2,778 |

### 世帯
総数 [単位： 世帯]
| 1920年（大正 9年） | 405 |
| 1935年（昭和10年） | 423 |
| 1950年（昭和25年） | 466 |